# 戸米川村
戸米川村（とめがわむら）は秋田県河辺郡にあった村。現在の秋田市西部、雄和地区東部、雄物川左岸にあたる。

## 地理
- 山：前山
- 河川：雄物川

## 歴史
- 1895年（明治28年）11月20日 - 中川村のうち雄物川左岸（相川・女米木・戸賀沢）が分立して発足。
- 1956年（昭和31年）9月30日 - 種平村・大正寺村と合併して雄和村が発足。同日戸米川村廃止。